# ナスダック100指数
ナスダック100指数（ナスダック100しすう、英: NASDAQ-100、NDX）は、ナスダックに上場する、金融銘柄を除く、時価総額上位100銘柄の時価総額加重平均によって算出される株価指数である。アメリカ合衆国を代表する株価指数の一つとなっている。

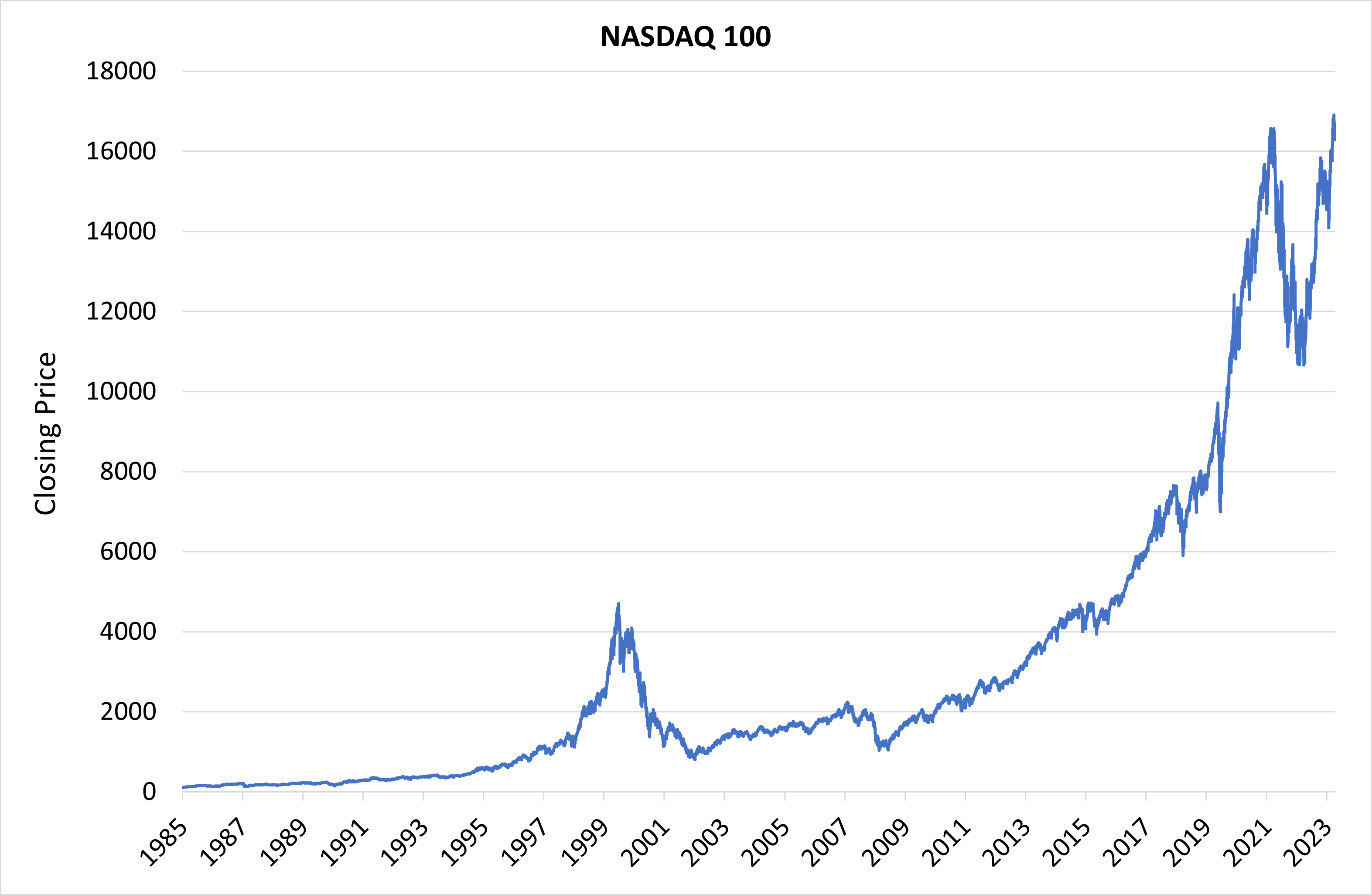
NASDAQ100指数の推移

## 概要
ナスダックに上場する非金融銘柄の時価総額上位100銘柄の時価総額を加重平均して算出。公表される指数は、NASDAQ Global Index Data Service（GIDS）によって、リアルタイムに算出・更新される。
同じくナスダックを対象とする指数にはナスダック総合指数があるが、ナスダック総合指数が3000以上ある全ナスダック上場銘柄から算出されるのに対して、ナスダック100指数は金融以外の時価総額上位100銘柄のみから算出される指数である。
S&P 500やダウ平均株価と異なり、指数を構成する銘柄に金融会社が含まれず、ナスダックに上場されている銘柄であればアメリカ合衆国外で設立された会社も含むといった特徴がある。ナスダック100指数に金融銘柄が含まれない代わりに、ナスダックに上場する時価総額上位金融銘柄の株価指数としてナスダック金融100指数がある。
ナスダック100指数は、毎年12月に定期的に銘柄の入れ替えが行われる。また構成銘柄の１つの時価総額が、指数の全構成銘柄の時価総額の24%を超えた場合などには特別な調整が行われ、少数の銘柄が指数に大きな影響を与えることが防止される。
|             | NASDAQ 100 (NDA) | E Mini Nasdaq 100 (ENQ) | Micro E Mini Nasdaq 100 (MNQ) |
| ----------- | ---------------- | ----------------------- | ----------------------------- |
| 両替:       | CME              | EMiniCME                | EMiniCME                      |
| セクタ:     | 索引             | 索引                    | 索引                          |
| ティック値: | 0.01             | 0.25                    | 0.25                          |
| BPV:        | 100              | 20                      | 2                             |
| 宗派:       | USD              | USD                     | USD                           |

## 歴史、指数の推移
ナスダック100指数の算出は1985年1月31日より開始された。ナスダック100指数の算出開始時点の値は250だったが、1993年12月31日には指数が800に迫り、ナスダックの全銘柄から算出されるナスダック総合指数よりも高くなったため、開始時点の値を125に設定し直し（2:1に分割）、1994年1月1日より指数を半分にして再開した。
外国企業が指数に初めて組み入れられたのは1998年である。当時は外国企業の組み入れ基準はアメリカ国内の企業のそれよりも厳しかったが、2002年にアメリカ国内の企業が指数に組み入れられる際の基準が厳しくされたことで、企業の国籍に関わらず同じ基準に従って組み入れが決まるようになった。
1990年代後半以降、IT関連企業の占める割合が高まり、ITバブルの最中の2000年3月24日に指数は一時4800ポイントを超えたが、ITバブル崩壊後の2002年10月には、指数は一時800ポイントを下回った。2015年にITバブル期の水準を回復後、指数の増加ペースは加速したが、IT関連企業の業績の変動が激しいことなどから、ダウ平均株価やS&P500と比較して、指数の乱高下が大きいことが特徴となっている。

ナスダック100指数の推移（1985-2015年）。ITバブル崩壊から高値を更新するまでは15年余を要した。

1985年以来の指数の推移を示す。
| 年   | 年末終値  | 対前年増減率 |
| ---- | --------- | ------------ |
| 1985 | 132.29    |              |
| 1986 | 141.41    | +6.89%       |
| 1987 | 156.25    | +10.49%      |
| 1988 | 177.41    | +13.54%      |
| 1989 | 223.84    | +26.17%      |
| 1990 | 200.53    | -10.41%      |
| 1991 | 330.86    | +64.99%      |
| 1992 | 360.19    | +8.86%       |
| 1993 | 398.28    | +10.57%      |
| 1994 | 404.27    | +1.50%       |
| 1995 | 576.23    | +42.54%      |
| 1996 | 821.36    | +42.54%      |
| 1997 | 990.80    | +20.63%      |
| 1998 | 1,836.01  | +85.31%      |
| 1999 | 3,707.83  | +101.95%     |
| 2000 | 2,341.70  | -36.84%      |
| 2001 | 1,577.05  | -32.65%      |
| 2002 | 984.36    | -37.58%      |
| 2003 | 1,467.92  | +49.12%      |
| 2004 | 1,621.12  | +10.44%      |
| 2005 | 1,645.20  | +1.49%       |
| 2006 | 1,756.90  | +6.79%       |
| 2007 | 2,084.93  | +18.67%      |
| 2008 | 1,211.65  | -41.89%      |
| 2009 | 1,860.31  | +53.54%      |
| 2010 | 2,217.86  | +19.22%      |
| 2011 | 2,277.83  | +2.70%       |
| 2012 | 2,660.93  | +16.82%      |
| 2013 | 3,592.00  | +34.99%      |
| 2014 | 4,236.28  | +17.94%      |
| 2015 | 4,593.27  | +8.43%       |
| 2016 | 4,918.28  | +7.08%       |
| 2017 | 6,396.42  | +30.05%      |
| 2018 | 6,329.97  | -1.04%       |
| 2019 | 8,733.07  | +37.96%      |
| 2020 | 12,888.28 | +47.58%      |
| 2021 | 16,320.08 | +26.63%      |
| 2022 | 10,939.76 | -32.97%      |
| 2023 | 16,825.93 | +53.80%      |
| 2024 | 21,012.17 | +24.88%      |

## 組み入れ基準
ナスダック100指数に組み入れられるための必要条件としては、以下のようなものがある。
- 米国内での上場がナスダックのみである。
- 金融会社でない。
- 平均して、1日当たり最低でも20万株以上の出来高がある。
- 破産手続きに入っていない。
- 上場して二年以上が経過している。

## 銘柄の入れ替え
ナスダック100指数の構成銘柄の定期入れ替えは、毎年12月に行われる。入れ替えの基準は以下の通りである。なお、算定のための時価総額には10月末または11月末時点の値が用いられる。
- 既存の構成銘柄の場合、時価総額の上位100位以内であれば残留となる。
- 既存の構成銘柄で、時価総額の上位101位から125位までに入っている場合、前年の時価総額が上位100位以内であれば残留となる。前年も100位以内でなかった場合、指数から外される。
- 既存の構成銘柄で、時価総額が上位125位以内でない銘柄は、前年の順位に関わらず指数から外される。
- 代わりに指数に組み込まれる銘柄には、構成銘柄以外の銘柄の内、最も時価総額の大きい銘柄が順に選ばれる。

また定期的な入れ替え以外でも、組み入れ基準から外れた構成銘柄が出れば、その都度入れ替えが行われる。

## 構成銘柄
NASDAQ のウェブサイトに一覧がある。

### 構成国
2024年6月末現在、以下の国の企業で構成されている。
- 米国 - 92社
- イギリス - 3社
- オランダ - 2社
- 中華人民共和国 - 1社
- オーストラリア - 1社
- アルゼンチン - 1社

## ETF・投資信託・先物
| コード                               | レバレッジ | 年率   |
| ------------------------------------ | ---------- | ------ |
| QQQ                                  | 1倍        | 17.96% |
| QLD                                  | 2倍        | 28.42% |
| TQQQ                                 | 3倍        | 34.16% |
| 2024年末現在。米ドル建て、配当込み。 |            |        |

ナスダック100指数に連動するETFとしては、インベスコQQQトラスト・シリーズ1（Invesco QQQ Trust, Series 1、NASDAQ: QQQ）が有名である。レバレッジ型・インバース型としては、NYSE Arca: QLD（2倍）、NASDAQ: TQQQ（3倍）、NYSE Arca: PSQ（-1倍）、NYSE Arca: QID（-2倍）、NASDAQ: SQQQ（-3倍）がある。QQQは2000年にはアメリカにおいて最も頻繁に取引されたETFであったが、2007年7月にその地位をSPDR S&P 500（en:Standard & Poor's Depositary Receipts、S&P 500に連動するETF、NYSE Arca: SPY）に抜かれている。
日本のETFとしては以下のものが東京証券取引所に上場している。
- 為替ヘッジなし
  - 野村アセットマネジメントのNEXT FUNDS NASDAQ-100連動型上場投信（1545）[11]
  - 日興アセットマネジメントの上場インデックスファンド米国株式（NASDAQ100）為替ヘッジなし（2568）[12]
  - 三菱UFJ国際投信のMAXISナスダック100上場投信（2631）[13]
  - 大和アセットマネジメントのiFreeETF NASDAQ100（為替ヘッジなし）（2840）
- 為替ヘッジあり
  - 日興アセットマネジメントの上場インデックスファンド米国株式（NASDAQ100）為替ヘッジあり（2569）[14]
  - 三菱UFJ国際投信のMAXISナスダック100上場投信（為替ヘッジあり）（2632）[15]
  - 大和アセットマネジメントのiFreeETF NASDAQ100（為替ヘッジあり）（2841）
- レバレッジ型・インバース型
  - 大和アセットマネジメントのiFreeETF NASDAQ100インバース（2842）（-1倍）

日本の投資信託としては以下のものがある。
- 大和アセットマネジメントのiFreeNEXT NASDAQ100インデックス[16]
- 農林中金全共連アセットマネジメントのNZAM・ベータ NASDAQ100[17]
- 日興アセットマネジメントのインデックスファンドNASDAQ100（アメリカ株式）[18]
- 三菱UFJ国際投信のeMAXIS NASDAQ100インデックス[19]
- PayPayアセットマネジメントのPayPay投信 NASDAQ100インデックス[20]
- ＜購入・換金手数料なし＞ニッセイNASDAQ100インデックスファンド[21]
- SBI・インベスコQQQ・NASDAQ100インデックス・ファンド[22]

日本のレバレッジ型・インバース型の投資信託としては以下のものがある。
- 大和アセットマネジメント
  - iFreeレバレッジ NASDAQ100（2倍）[23]
  - NASDAQ100 3倍ブル[24]
  - NASDAQ100 3倍ベア[25]
- 楽天投信投資顧問の楽天レバレッジNASDAQ-100（2倍）[26]

先物はシカゴ・マーカンタイル取引所に上場している。
- E-mini Nasdaq-100 - 取引単位は指数の数値×$20。呼値の単位は0.25ポイント。[27]
- Micro E-mini Nasdaq-100 - 取引単位は指数の数値×$2。呼値の単位は0.25ポイント。[28]

日本の取引所CFDのくりっく株365に上場している。
- NASDAQ-100リセット付証拠金取引 - 取引単位は指数の数値×10円。呼値の単位は1ポイント。2022年2月28日に上場。[29]

店頭CFDとして取り扱っている証券会社もある。